# Бассет, Алан
А́лан Ба́ссет (англ. Alan Basset; ум. 1232) — английский землевладелец, администратор и дипломат, феодальный барон Уоллингфорда, младший сын юстициария Томаса Бассета (I) и Аделизы де Данстанвиль. Алан верно служил королям Ричарду I Львиное Сердце, Иоанну Безземельному и Генриху III. В награду за службу он и его братья получили ряд маноров, составивших небольшую феодальную баронию Уоллингфорд, из которой Алан держал 5 рыцарских фьефов.

## Происхождение
Алан происходил из англонормандского рода Бассетов, представители которого в XII—XIII веках верно служили королям Англии. Его отец, Томас Бассет I, находился на королевской службе с 1163 года и занимал при дворе Генриха II Плантагенета разные административные и судебные посты. В 1163—1181 годах он был одним из баронов казначейства, а также был одним из королевских юстициариев, который проводил выездные сессии королевского суда на юге и западе Англии. Его жена, Аделиза, происходила из англонормандского рода Данстанвилей, имевшего владения в Уилтшире, Шропшире, Сассексе, Корнуолле и Оксфордшире. Её отец Алан I де Данстанвиль и его брат Роберт во время  гражданской войны в Англии были сторонниками императрицы Матильды, благодаря чему оказались сначала при её дворе, а потом при дворе её сына, будущего короля Генриха II Плантагенета. От брака Томаса и Аделизы родилось 3 сына и дочь.

## Биография
Точный год рождения Алана неизвестен. Он был младшим из трёх сыновей Томаса и Аделизы. У него было двое старших братьев Гилберт, ставший основным наследником отца, умершего около 1182 года, и Томас. Оба брата, как и отец, находились на королевской службе.
Согласно хартии, датированной 1180/1182 годом, старший брат Гилберт по просьбе другого брата, Томаса, согласился уступить Алану поместье Комптон Бассет в Уилтшире.
На королевской службе Алан появился позднее, чем его братья. В 1197 году король Ричард I Львиное Сердце отправил его вместе с Уильямом Маршалом в дипломатическую миссию во Фландрию и Булонь, чтобы убедить их правителей не поддерживать короля Франции Филиппа II Августа. Вскоре после этого он упоминается вместе с братом Томасом в качестве поручителя короля Англии в договоре с графом Фландрии против французского короля. Между 1197 и 1199 годами Алан засвидетельствовал ещё 6 хартий Ричарда.
После смерти Ричарда Алан оказался на службе у его брата, Иоанна Безземельного. 22 ноября 1200 года он вместе с братьями присутствовал на церемонии принесения дани королём Шотландии Вильгельмом I Львом в Линкольне, причём все трое братьев названы в источнике баронами. В 1202 и 1203 году Алан засвидетельствовал 10 хартий Иоанна Безземельного во Франции, а в 1200—1215 годах — 25 королевских хартий в Англии. Во время Первой баронской войны 1215—1217 годов он сохранил верность королю. В «Великой хартии вольностей» в 1215 году он назван одним из «дворян», на совет которых опирался король: он был в числе баронов-роялистов, во время встречи дворян с Иоанном Безземельным на Раннимиде, где он подписал «Хартию». Судя по всему Алан также сопровождал короля во время его похода на север Англии зимой 1215—1216 года.
После смерти Иоанна Безземельного Алан присутствовал на коронации Генриха III 14 декабря 1216 года. В мае 1217 года он вместе с братом Томасом составе королевской армии сражался в битве при Линкольне. Впоследствии он помогал в умиротворении королевства.
В 1220 году Алан был одним из трёх послов, которых отправили во Францию для заключения четырёхлетнего перемирия. Он находился на королевской службе ещё в 1228 году и умер в конце 1232 года.

## Владения Алана
За свою службу Алан, вместе с братьями, получил достаточное количество рыцарских фьефов, чтобы они составили небольшую баронию. От Ричарда I Алан получил за полцены манор Уокинг в Суррее и вилл Мейплдуруэлл в Хэмпшире. Позже от Иоанна Безземельного он получил ещё на достаточно выгодных условиях часть манора Уикомб, ставший одним из рыцарских фьефов баронии Уоллингфорд. Всего в баронии Алан имел 5 фьефов, 2 из которых располагались в Вуттон Бассете и Брод-Тауне в Уилтшире, их он держал от имени своей жены, Алины де Ге. Третьим фьефом был Комптон Бассет в Уилтшире. Также Иоанн Безземельный предоставил ему маноры Берик Бассет в Уилтшире и Грейуэлл в Хэмпшире.

## Наследство
У Алана осталось 7 детей. Старший из сыновей, Томас, был королевским слугой, но умер в 1230 году раньше отца. Следующий по старшинству сын, Гилберт, ставший наследником отца, был женат на близкой родственнице Маршалов, из-за чего был близок к графам Пембрук. Он погиб в 1241 году в результате несчастного случая на охоте, а его малолетний сын ненадолго пережил отца. В результате владения Алана перешли к следующему сыну, Фульку, позже ставшему епископом Лондона. После его смерти в 1259 году наследником стал Фульк Бассет, юстициарий Англии в 1261—1263 годах, оставивший только дочерей, из-за чего владения Бассетов посредством брака перешли к дому Диспенсеров. Ещё один сын, Давид, находился на королевской службе в Ирландии.

## Брак и дети
1-я жена: Элис де Грей (ум. до 15 апреля 1206). Дети:
- Томас Бассет (ум. до 1230)[7];
- Гилберт Бассет II (ум. 31 июля 1241), феодальный барон Уикомба с 1231[7][8];
- Элис Бассет[6][7];
- Уоррен Бассет (ум. 1233)[7];
- Фульк Бассет (ум. 1259), епископ Лондона с 1241, феодальный барон Уикомба с 1241[7][9];
- Филипп Бассет (ум. 29 октября 1271), феодальный барон Уикомба с 1259, юстициарий Англии в 1261—1263[7];
- Дэвид Бассет[6].

2-я жена: до 16 апреля 1206 Алина де Ге. Дети:
- Алина Бассет; 1-й муж: Дрё де Монтегю (ум. до 1219); 2-й муж: с 1219/1224 Ричард V Толбот из Линтона (ум. до 13 апреля 1234)[7];
- дочь; в 1212/1214 году была помолвлена с Уильямом (IV) де Ланвелей (после 1190—1214/1216)[7].